# Universidad Nacional de La Plata
Universidad Nacional de La Plata (UNLP) – argentyński uniwersytet w La Placie. Jeden z najważniejszych i największych uniwersytetów w kraju

## Historia
Uniwersytet został założony w 1905 roku przez Joaquína Víctora Gonzáleza.

## Program dydaktyczny
Oferta akademicka zawiera 111 programów licencjackich, 157 programów magisterskich oraz 170 programów studiów podyplomowych (85% z nich jest akredytowanych lub procedura nadawania uprawnień jest w toku, według Krajowej Komisji ds. Oceny i Akredytacji Uniwersytetów – CONEAU).
Uniwersytet posiada również 154 instytutów, ośrodków badań oraz laboratoria, w których działalność naukowo-dydaktyczną prowadzi około 6000 naukowców.

## Wydziały

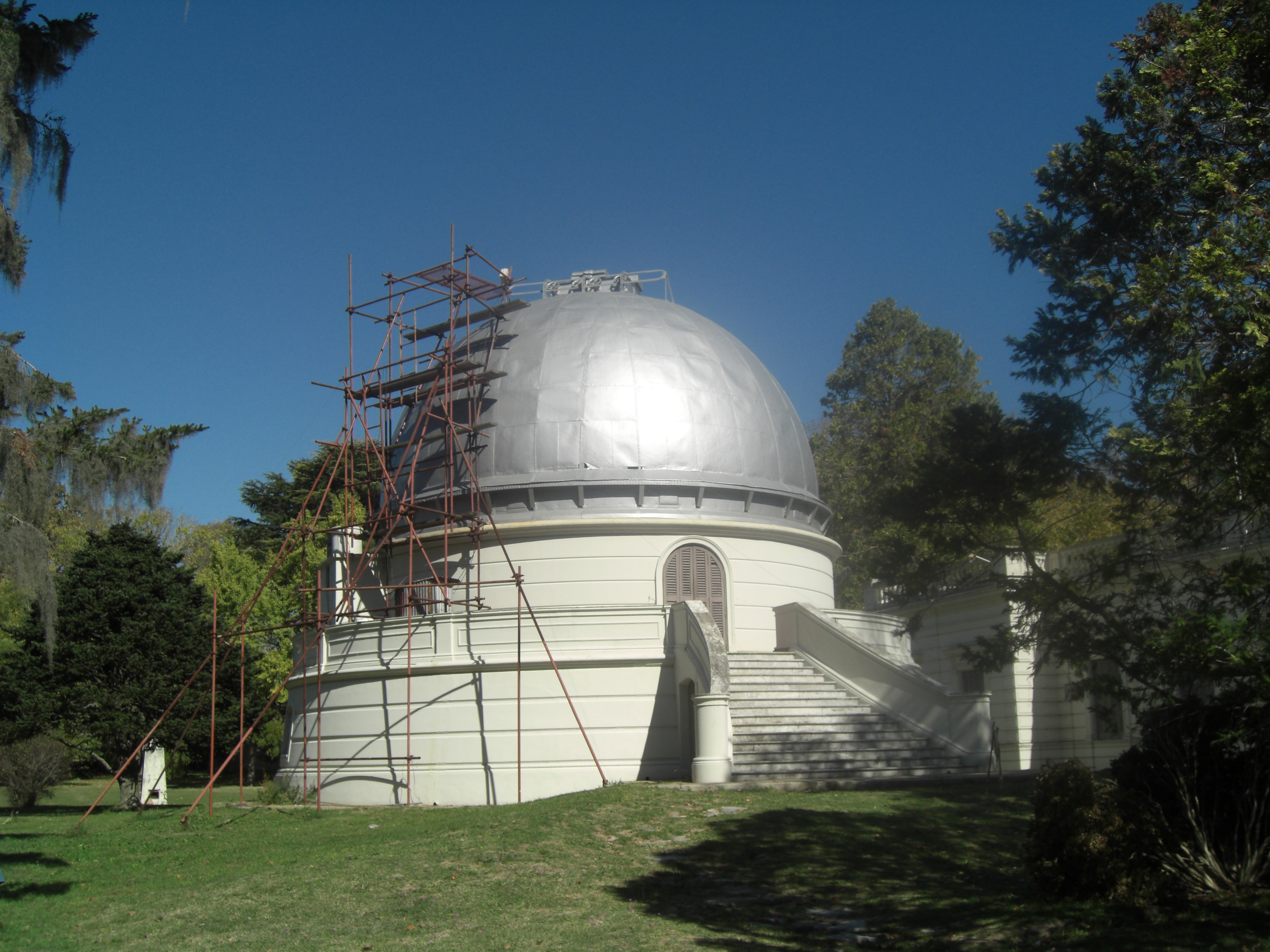
Teleskop Wydziału Astronomii i Geofizyki

- Wydział Architektury i Planowania,
- Wydział Sztuk Pięknych,
- Wydział Nauk Rolniczych i Leśnych,
- Wydział Astronomii i Geofizyki,
- Wydział Ekonomii,
- Wydział Nauk,
- Wydział Prawa i Nauk Społecznych,
- Wydział Nauk Medycznych,
- Wydział Nauk Przyrodniczych i Muzeum,
- Wydział Weterynarii,
- Wydział Nauk Humanistycznych i Edukacji,
- Szkoła Informatyki,
- Wydział Inżynierii,
- Wydział Stomatologii,
- Szkoła Dziennikarstwa i Komunikacji Masowej,
- Szkoła Wyższa Psychologii,
- Szkoła Pracy Socjalnej,
- Akademia Rękodzieła,
- Szkoła Języków.

## Znani absolwenci i wykładowcy
- Raúl Alfonsín – prezydent Argentyny w latach 1983−1989,
- Adolfo Pérez Esquivel – laureat pokojowej nagrody Nobla,
- Juan José Arévalo Bermejo – pierwszy reformatorski prezydent Gwatemali,
- Mario Bunge – filozof i fizyk, wykładowca na UNLP[3]
- Florentino Ameghino – zoolog, paleontolog,
- René Favaloro – wynalazca pomostowania aortalno-wieńcowego,
- Emilio Pettoruti – malarz,
- Carlos Saavedra Lamas – laureat pokojowej nagrody Nobla,
- Ernesto Sábato – pisarz i eseista; z wykształcenia fizyk,
- Néstor Kirchner – prezydent Argentyny od 25 maja 2003 do 10 grudnia 2007,
- Cristina Fernández de Kirchner – prezydent Argentyny od 10 grudnia 2007.